# کون کن
کون کن (به تایلندی: ขอนแก่น؛ تلفظ kʰɔ̌(:)n kɛ̀n) یک شهر در تایلند است که در استان خون کاین واقع شده‌است.

## خصوصیات
کون کن ۴۶ کیلومترمربع مساحت و ۱۱۳٬۷۵۴ نفر جمعیت دارد.